# Camprond
Camprond, prononcé [kɑ̃ʁɔ̃], est une commune française, située dans le département de la Manche en région Normandie, peuplée de 386 habitants.

## Géographie
| Cambernon         | Montcuit        | Le Lorey |
| Cambernon         | Camprond        | Le Lorey |
| Cambernon, Belval | Belval, Savigny | Savigny  |

### Hydrographie
La commune est située dans le bassin Seine-Normandie. Elle est drainée par la Venloue, le cours d'eau 02 de la commune du Lorey, le cours d'eau 03 de la commune du Lorey et le fossé 01 de l'Hotel Caudel,,.
La Venloue, d'une longueur de 15 km, prend sa source dans la commune  et se jette  dans le Lozon en limite de Marchésieux et de Remilly Les Marais, après avoir traversé huit communes. 

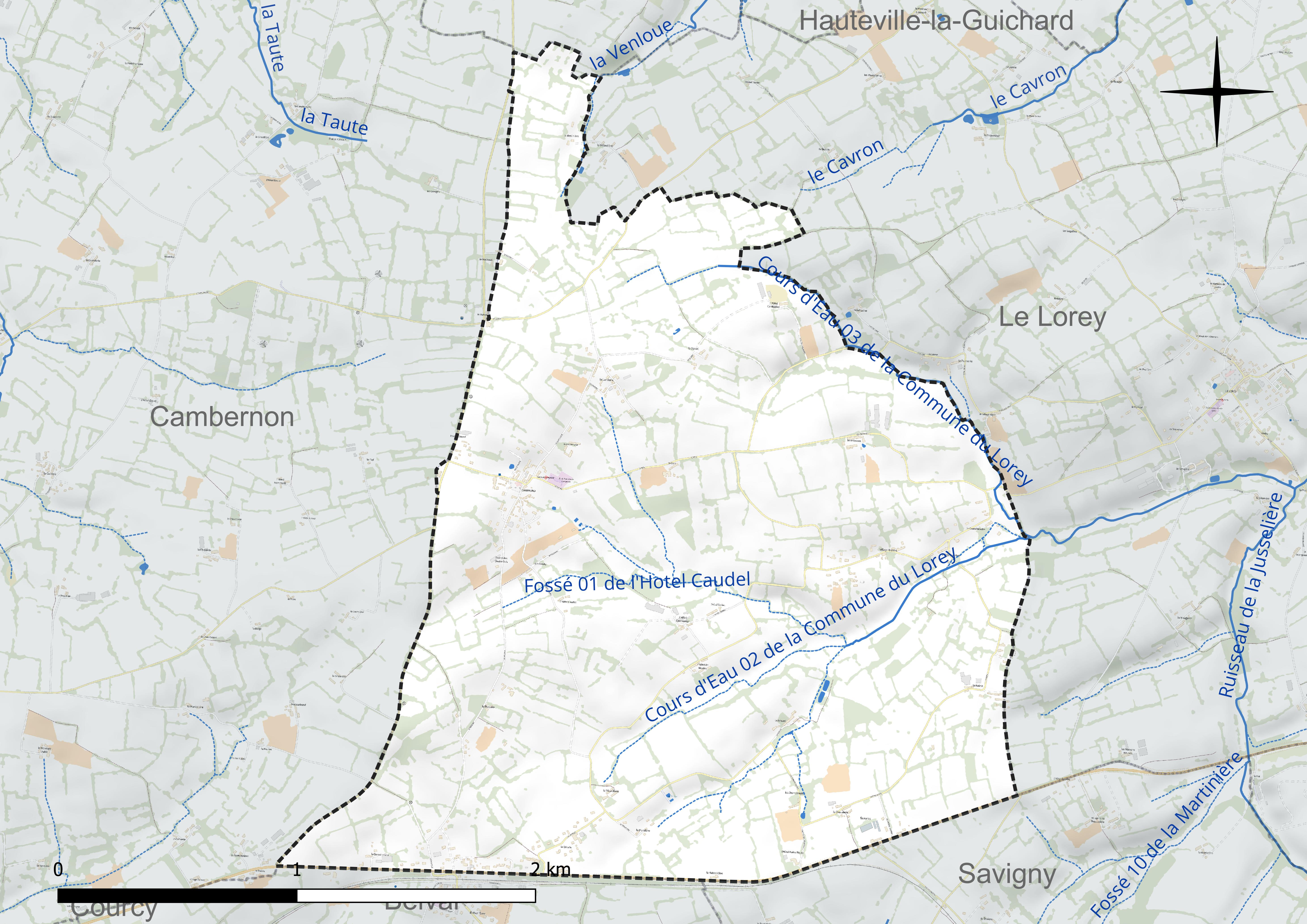
Réseau hydrographique de Camprond.

### Climat
Pour des articles plus généraux, voir Climat de la Normandie et Climat de la Manche.
En 2010, le climat de la commune est de type climat océanique franc, selon une étude du CNRS s'appuyant sur une série de données couvrant la période 1971-2000. En 2020, Météo-France publie une typologie des climats de la France métropolitaine dans laquelle la commune est exposée à un climat océanique et est dans la région climatique  Normandie (Cotentin, Orne), caractérisée par une pluviométrie relativement élevée (850 mm/a) et un été frais (15,5 °C) et venté. Parallèlement le GIEC normand, un groupe régional d’experts sur le climat, différencie quant à lui, dans une étude de 2020, trois grands types de climats pour la région Normandie, nuancés à une échelle plus fine par les facteurs géographiques locaux. La commune est, selon ce zonage, exposée à un « climat maritime », correspondant au Cotentin et à l'ouest du département de la Manche, frais, humide et pluvieux, où les contrastes pluviométrique et thermique sont parfois très prononcés en quelques kilomètres quand le relief est marqué.
Pour la période 1971-2000, la température annuelle moyenne est de 10,7 °C, avec une amplitude thermique annuelle de 11,7 °C. Le cumul annuel moyen de précipitations est de 986 mm, avec 14,6 jours de précipitations en janvier et 9 jours en juillet. Pour la période 1991-2020, la température moyenne annuelle observée sur la station météorologique la plus proche, située sur la commune de Cerisy-la-Salle à 8 km à vol d'oiseau, est de 11,5 °C et le cumul annuel moyen de précipitations est de 1 112,5 mm,. Pour l'avenir, les paramètres climatiques de la commune estimés pour 2050 selon différents scénarios d’émission de gaz à effet de serre sont consultables sur un site dédié publié par Météo-France en novembre 2022.

## Urbanisme

### Typologie
Au 1er janvier 2024, Camprond est catégorisée commune rurale à habitat dispersé, selon la nouvelle grille communale de densité à sept niveaux définie par l'Insee en 2022. Elle est située hors unité urbaine. Par ailleurs la commune fait partie de l'aire d'attraction de Coutances, dont elle est une commune de la couronne,. Cette aire, qui regroupe 37 communes, est catégorisée dans les aires de moins de 50 000 habitants,.

### Occupation des sols
L'occupation des sols de la commune, telle qu'elle ressort de la base de données européenne d’occupation biophysique des sols Corine Land Cover (CLC), est marquée par l'importance des territoires agricoles (97,1 % en 2018), en diminution par rapport à 1990 (100 %). La répartition détaillée en 2018 est la suivante : prairies (94,5 %), zones urbanisées (2,9 %), terres arables (2,6 %). L'évolution de l’occupation des sols de la commune et de ses infrastructures peut être observée sur les différentes représentations cartographiques du territoire : la carte de Cassini (XVIIIe siècle), la carte d'état-major (1820-1866) et les cartes ou photos aériennes de l'IGN pour la période actuelle (1950 à aujourd'hui).

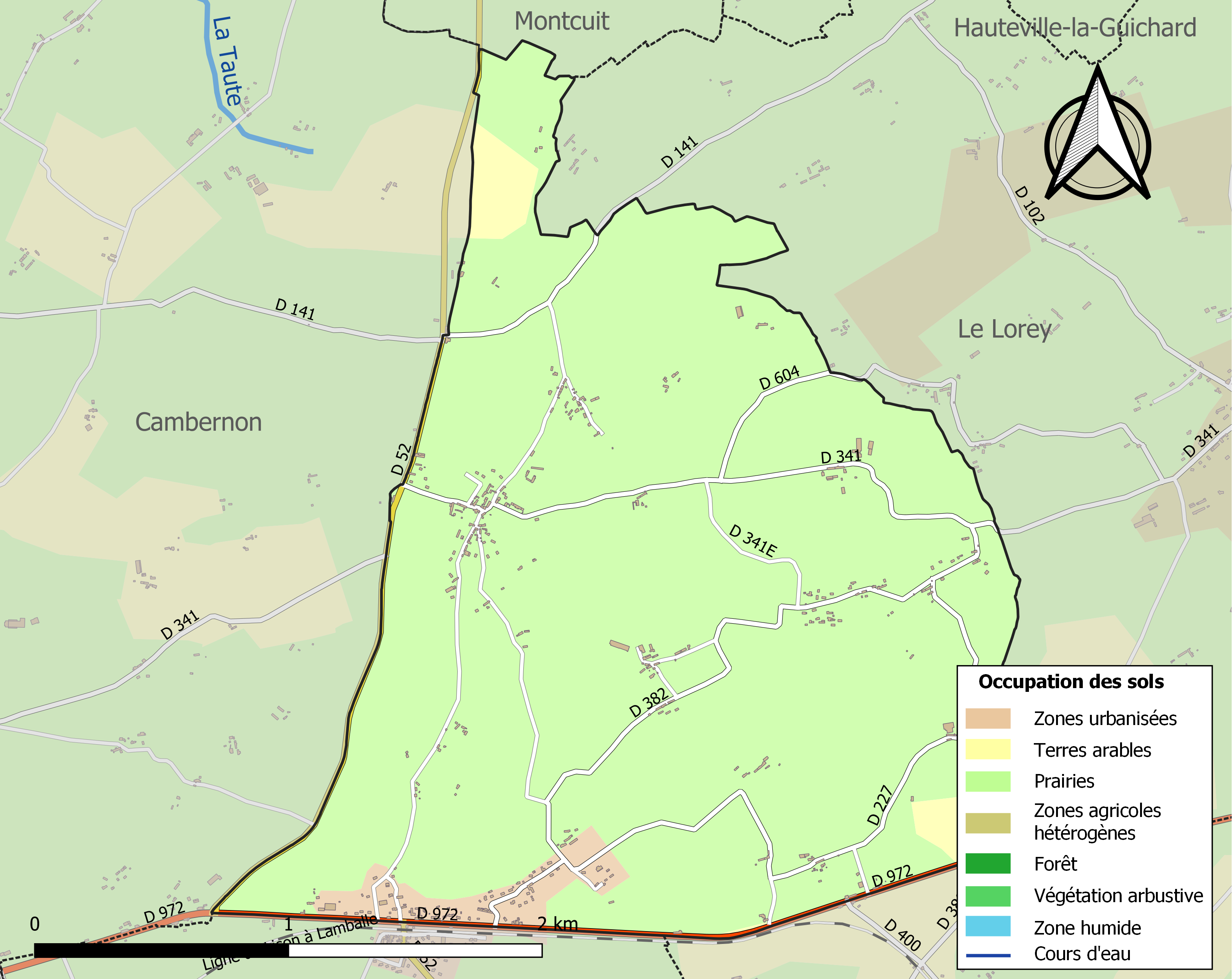
Carte des infrastructures et de l'occupation des sols de la commune en 2018 (CLC).

## Toponymie
Le nom de la localité est attesté sous les formes latinisées Campo rotundo en 1163,, Campo rotundo en 1172, en 1180, 1190, vers 1210, en 1235 et de Campo rotundo en 1332, Campus rotondus sans date.
Le toponyme désigne assurément un « champ rond » ou un « terrain de forme arrondie », camp étant une forme dialectale,,.
La pronociation est [kɑ̃ʁɔ̃].
Le gentilé est Campronnais.

## Histoire
Dans la première moitié du XIIe siècle, la paroisse relevait de l'honneur du Hommet. Au XIIIe siècle, cette baronnie du Hommet était tenu par Guillaume du Hommet, connétable de Normandie.
Il n'y avait à Camprond qu'un fief noble, anciennement nommé fief du Lorey.
Enguerrand Ier de Camprond (fl. 1066) est le premier connu d'une famille parmi laquelle on relève un Guillaume de Camprond qui, en 1180, est imposé pour un droit de châtellenie dans les rôles de l'Échiquier de Normandie envers Geoffroy Duredent, prévôt d'Avranches, et un autre Guillaume de Camprond, écuyer, qui rend aveu, en 1304 et 1326, pour les seigneuries du Lorey et de Camprond. Le village donna son nom à une famille anglaise.
Au XIIIe siècle, à l'époque de la rédaction du livre noir de la cathédrale de Coutances, le village a pour seigneur et patron, Guillaume du Lorey.
Au XVe siècle, le fief du Lorey était la possession de « monsieur Enguerand de Camront, sieur du Loré ».
En 1598, Julien de La Luzerne, est cité comme seigneur du Lorey et de Camprond.
Au XVIIe siècle, la famille Michel fit l'acquisition de la paroisse de Camprond. Jacques Michel, écuyer, était sieur de Belouze (cf.Le Lorey), Cambernon, Isigny et Marivaux à Cambernon et possédait le fief du Lorey. Il avait épousé, en 1673, Marie Anne Le Trésor, fille de Nicolas Le Trésor, écuyer, sieur de la Beslerie. Leur fils, Charles Michel (1678-1712), seigneur de Camprond, Cambernon et autres lieux fut gouverneur de la ville de Coutances, et épousa Élisabeth de la Vieuville. Leur fils, François-Louis Michel sieur de Cambernon sera, page du roi, puis seigneur de Camprond et de la Vieuville.
Est également cité comme seigneur de Camprond et de Belval, Jean-Louis de Carbonnel, chevalier de Saint-Louis, baron de Marcey.

## Politique et administration
| Période                                                                               | Période  | Identité                 | Étiquette | Qualité                         |
| ------------------------------------------------------------------------------------- | -------- | ------------------------ | --------- | ------------------------------- |
| (1794)                                                                                |          | Charles Letourmy         |           |                                 |
| 1796                                                                                  | 1797     | Jean Clément             |           |                                 |
| 1797                                                                                  | 1797     | Gilles Clément           |           |                                 |
| 1797                                                                                  | 1798     | Jean Clément             |           |                                 |
| 1798                                                                                  | 1798     | Gilles Clément           |           |                                 |
| 1800                                                                                  | 1811     | Pierre Guillaume Clément |           |                                 |
| 1811                                                                                  | 1815     | Jacques Lelimouzin       |           |                                 |
| 1815                                                                                  | 1831     | Chrysostome Letrouit     |           |                                 |
| 1831                                                                                  | 1837     | Louis-François Lecordier |           |                                 |
| 1837                                                                                  | 1844     | Jean-François Duprey     |           | Cultivateur                     |
| 1844                                                                                  | 1875     | Jean Théodore Lecluze    |           |                                 |
| 1875                                                                                  | 1885     | Jacques Vigot            |           |                                 |
| 1885                                                                                  | 1912     | Alexandre Guesney        |           |                                 |
| 1912                                                                                  | 1919     | Émile Quesnel            |           |                                 |
| 1919                                                                                  | 1924     | Charles Renouard         |           |                                 |
| 1924                                                                                  | 1935     | Louis Gourbin            |           |                                 |
| 1935                                                                                  | 1945     | Louis Pépin              |           |                                 |
| 1945                                                                                  | 1965     | Émile Gourbin            |           |                                 |
| 1965                                                                                  | 1977     | Louis Leroy              |           |                                 |
| 1977                                                                                  | 1996     | Louis Clément            |           |                                 |
| 1996                                                                                  | 2016     | André Périer             | SE        | Entrepreneur de travaux publics |
| juin 2016                                                                             | En cours | Jacques Morel            | SE        | Commandant sapeur-pompier       |
| Une partie des données est issue d'une liste établie par Jean Plouëssel et Marc Almy. |          |                          |           |                                 |

Le conseil municipal est composé de onze membres dont le maire et deux adjoints.

## Démographie
L'évolution du nombre d'habitants est connue à travers les recensements de la population effectués dans la commune depuis 1793. Pour les communes de moins de 10 000 habitants, une enquête de recensement portant sur toute la population est réalisée tous les cinq ans, les populations de référence des années intermédiaires étant quant à elles estimées par interpolation ou extrapolation. Pour la commune, le premier recensement exhaustif entrant dans le cadre du nouveau dispositif a été réalisé en 2007.
En 2022, la commune comptait 386 habitants, en évolution de −7,66 % par rapport à 2016 (Manche : −0,31 %, France hors Mayotte : +2,11 %).
Camprond a compté jusqu'à 786 habitants en 1831.
| 1793 | 1800 | 1806 | 1821 | 1831 | 1836 | 1841 | 1846 | 1851 |
| ---- | ---- | ---- | ---- | ---- | ---- | ---- | ---- | ---- |
| 715  | 739  | 764  | 739  | 786  | 731  | 708  | 713  | 682  |

| 1856 | 1861 | 1866 | 1872 | 1876 | 1881 | 1886 | 1891 | 1896 |
| ---- | ---- | ---- | ---- | ---- | ---- | ---- | ---- | ---- |
| 662  | 620  | 589  | 564  | 558  | 546  | 505  | 490  | 449  |

| 1901 | 1906 | 1911 | 1921 | 1926 | 1931 | 1936 | 1946 | 1954 |
| ---- | ---- | ---- | ---- | ---- | ---- | ---- | ---- | ---- |
| 419  | 438  | 438  | 369  | 409  | 400  | 378  | 398  | 415  |

| 1962 | 1968 | 1975 | 1982 | 1990 | 1999 | 2006 | 2007 | 2012 |
| ---- | ---- | ---- | ---- | ---- | ---- | ---- | ---- | ---- |
| 368  | 350  | 298  | 285  | 335  | 318  | 340  | 343  | 418  |

| 2017 | 2022 | - | - | - | - | - | - | - |
| ---- | ---- | - | - | - | - | - | - | - |
| 411  | 386  | - | - | - | - | - | - | - |

## Lieux et monuments

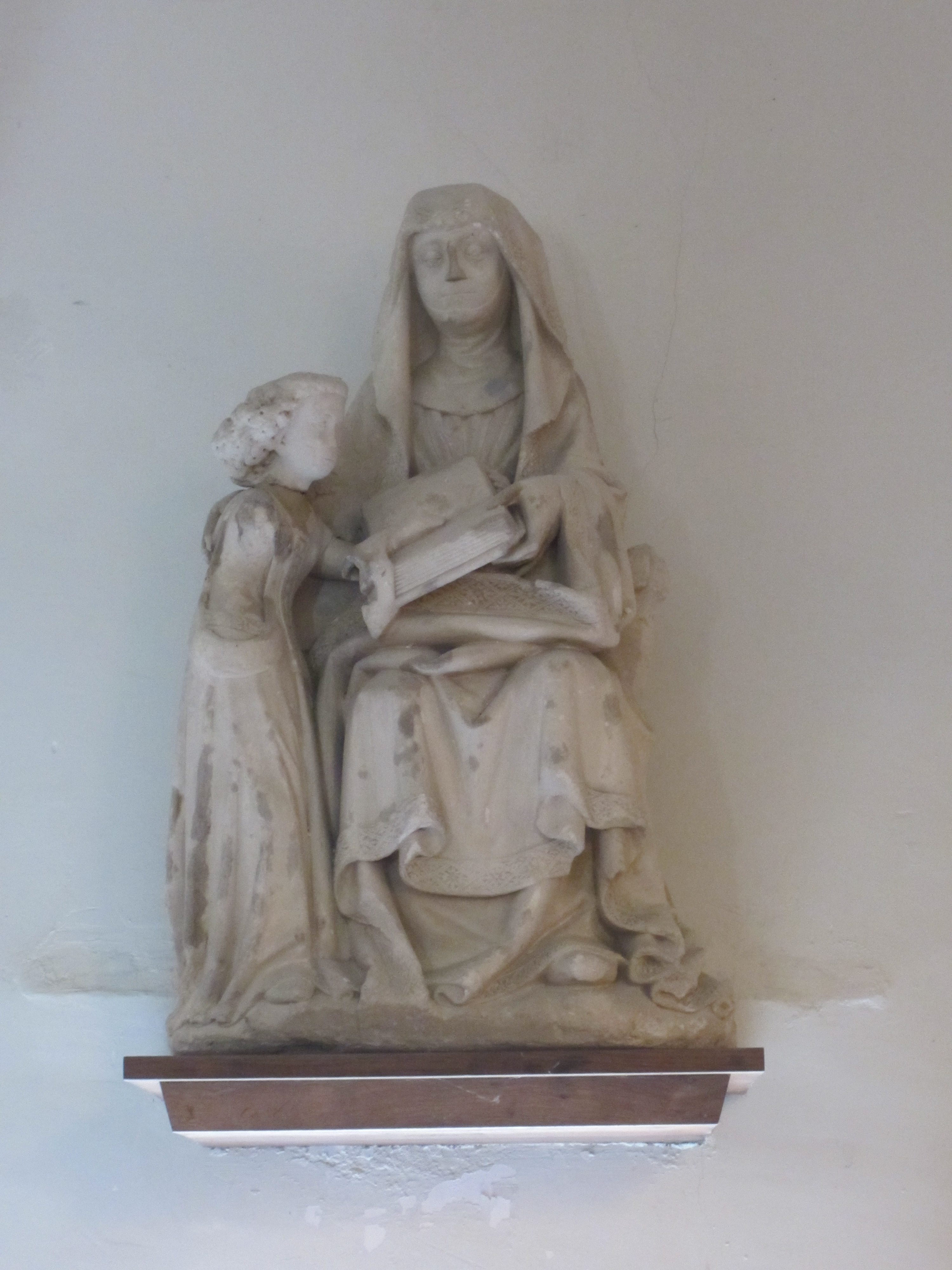
Sainte Anne et la Vierge.

- Église Saint-Pierre, refaite aux XVIIe et XVIIIe siècles en conservant des traces plus anciennes, avec un clocher de style roman couvert d'un toit en bâtière situé au bas de la nef à l'ouest. À l'intérieur l'arc triomphal en ogive est orné de moulures ressemblant à des palmettes. L'édifice sous le vocable de Saint-Pierre se compose d'un chœur, d'une nef et de deux chapelles formant croix. L'église abrite une statue de sainte Anne et la Vierge du XVe classée au titre objet aux monuments historiques[40], ainsi qu'un tableau représentant la Donation du Rosaire à saint Dominique du XVIIIe, une verrière du XXe de G. Sagot[27].

Le seigneur du lieu en avait le patronage et présentait à la cure. Au spirituel, elle dépendait de l'archidiaconé de la chrétienté et doyenné de Périers. Au XIVe siècle, le curé avait une terre sur laquelle il y avait un manoir : Et est manerium in eadem.
- Ferme-manoir les Métairies avec porche.
- Ferme-manoir de la Haute-Folie.
- Ferme-manoir de la Cave.
- Maisons anciennes en torchis et pierre.

Pour mémoire
- Chapelle dite de « lez-Belval », dont il reste le nom du lieu-dit le long de la route de Saint-Lô à Coutances[27]. Le seigneur du Lorey en avait le patronage.
- Présence de deux retranchements : l'un sur une hauteur, le Hutrel, et le second dans le bois de Camprond[29].

## Personnalités liées à la commune
- Georges Boulet (1921-2003), déporté à Buchenwald en octobre 1943[41].
- Roger Bulot (1921-1991), déporté à Buchenwald en octobre 1943[42].
- Juliette Lemosquet-Lemaître (1925-2018), déportée emprisonnée à Berlin puis internée dans le camp de Ravensbrück[43].
- Louis Lefranc (1902-1944), civil tué par un soldat allemand qui lui avait volé sa montre[44].